# Rupephaps taketake
Rupephaps taketake är en utdöd fågel i familjen duvor inom ordningen duvfåglar. Den beskrevs 2010 utifrån fossila lämningar från tidig miocen funna i Nya Zeeland.